# جون فورست
جون فورست (بالإنجليزية: John Forrest)‏ (9 أكتوبر 1947 في المملكة المتحدة - ) هو لاعب كرة قدم بريطاني في مركز حراسة المرمى. لعب مع نادي بوري وأتلانتا تشيفز.

## وصلات خارجية
- جون فورست على موقع قاعدة بيانات كرة القدم.إي يو (الإنجليزية)